# WR 46
WR 46 eller HD 104994, är en ensam stjärna belägen i mellersta delen av stjärnbilden Södra korset och även har variabelbeteckningen DI Crucis. Den har en skenbar magnitud av ca 10,8 och kräver ett mindre teleskop för att kunna observeras. Baserat på parallax enligt Gaia Data Release 3 på ca 0,350 mas beräknas den befinna sig på ett avstånd av ca 9 300 ljusår (ca 2 900 parsec) från solen. Den rör sig bort från solen med en heliocentrisk radialhastighet av ca 4 km/s. Stjärnan ingår i den avlägsna stjärnföreningen Crucis OB4. 

## Egenskaper
WR 46 är en Wolf-Rayet-stjärna av spektraltyp WN3, med egenheter i spektrumet som ovanligt breda emissionslinjer. Dess spektrum kännetecknas av närvaro av starka linjer av NV och HeII och frånvaron av vätelinjer. Den är känd som en svagfodrad WNE-stjärna på grund av den höga temperaturen men relativt svaga emissionsstyrka.
De fysiska parametrarna för WR 46 är alla uppskattningar från antaganden om avståndet och modeller för stjärnor av dess typ, komplicerade av misstanken att det finns en följeslagare. Den effektiva temperaturen är över 110 000 K, ljusstyrkan större än 200 000 gånger solens ljusstyrka, massan är ca 14  solmassor och radien ca 1,36 solradie. Stjärnvindens sluthastighet når 2 450 km/s med en total massförlusthastighet på 4 × 10−6 solmassa per år.
WR 46 är en känd källa till röntgenstrålning, en aspekt som upptäcktes av Einstein Observatory. Röntgenljusstyrkan mellan 0,2 och 10,0 keV är 7,7 × 1032 erg/s. Dess röntgenspektrum domineras av en mjuk komponent men det finns också en hård komponent över 3 keV (en hård svans). 

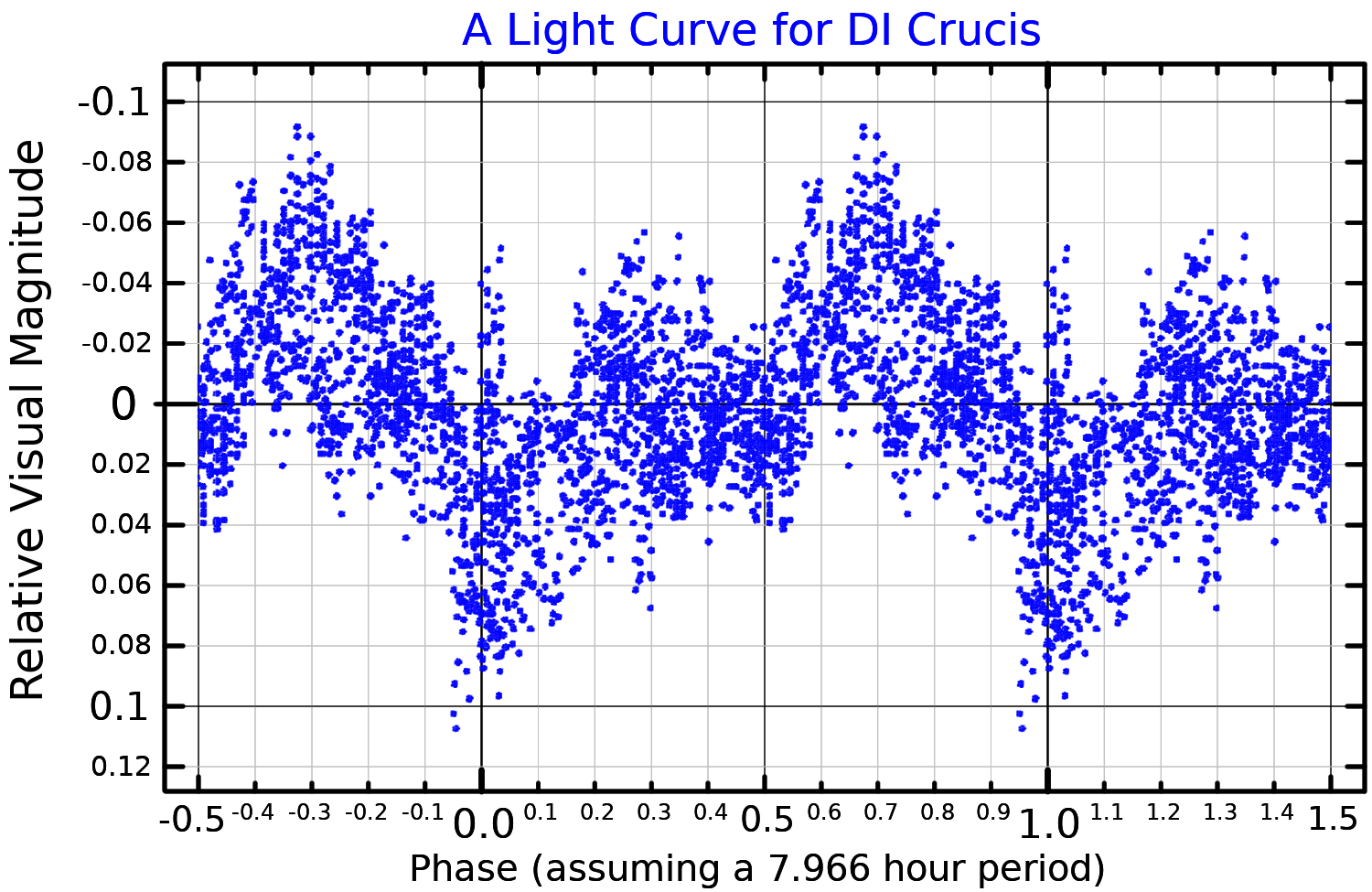
Ljuskurva i visuella bandet för DI Crucis, anpassad från Oliviera et al. (2004).

## Variabilitet
WR 46 uppvisar komplex variabilitet i relativt korta tidsskalor på några timmar. Tidigare har det förekommit regelbundna men intermittenta förändringar i den radiella hastigheten, multipla perioder och fotometrisk variation vid vissa våglängder, särskilt ultraviolett. Det har föreslagits att detta kortsiktiga beteende beror på icke-radiella pulseringar, snabb rotationsmodulering eller närvaro av en följeslagare med lägre massa. Teorier som nu diskonteras säger att WR 46 är en supermjuk röntgenkälla eller en V Sagittae-stjärna.
Förändringarna i radiell hastighet för de spektrallinjer som har sitt ursprung längst inne i stjärnvinden visar tydliga radiella hastighetsvariationer med en period på 7,9 timmar. Linjerna ändrar dock inte sin form eller intensitet, vilket kan förväntas från en pulserande stjärna. Icke-radiala pulseringar har föreslagits, med flera pulseringsperioder med varierande amplitud som står för de uppenbarligen oregelbundna ljusstyrkan.